# Hoikansaari (ö i Södra Savolax, Nyslott, lat 61,84, long 29,05)
Hoikansaari är en ö i Finland. Den ligger i sjön Suurijärvi och i kommunen Nyslott i  landskapet Södra Savolax, i den sydöstra delen av landet, 280 km nordost om huvudstaden Helsingfors. Öns area är 16,5 hektar och dess största längd är 1,1 kilometer i sydöst-nordvästlig riktning.